# استوديوهات فان بورين

## التاريخ
في عام 1932، قام فان بورين بشراء الأعمال الكوميدية لـشارلي شابلن الإثنا عشرة من شركة ميوتشال فيلمز بقيمة 10,000 دولار لكل عمل. ثم إضافة الموسيقى عن طريق جيين رودميتش وونستون شاربلز وأيضا المؤثرات الصوتية ومن ثم  إعادة إصدارها من خلال شركة راديو RKO للصور. شابلن، وبسبب عدم امتلاكه لحقوق شركة ميوتشال فيلمز لم تعد لديه أي ذريعة قانونية ضد فان بورين أو RKO.

## الإغلاق
على الرغم من النجاحات لكل هذه المحاولات لفان بورين، ونجاح استوديو فان بورين في شراء حقوق رعاية مسلسلات كرتونية شهيرة، إلا أن RKO أنهت توزيع أفلام الكارتون التابعة لفان بورين عام 1937 وبدأت بالتوزيع لتلك التي تنتجها شركة والت ديزني التي أصبحت الرائدة في هذا المجال.و في نفس الوقت قام فان بورين بإغلاق الاستوديو بدلاً من قبول التنظيم النقابي والذي تسبب في مشاكل الاستوديو في عام 1935.
تم بيع مكتبة أفلام فان بورين عن طريق RKO لمختلف الموزعين في التلفزيون، مُعيدي الإصدار، وموزعي الأفلام المنزلية في العقدين التاليين أي الأربعينات والخمسينات من القرن العشرين. كان من هؤلاء الموزعين أفلام والتر قوتلون/المكتبة وكامن ويلث للصور وأفلام رسمية.

## إنتاجات الإستوديو
رسوم المتحركة:
- خرافات إيسوب
- حجيرة الدب
- آموس 'و' اندي
- الملك الصغير
- موكب قوس القزح  (سلسلة ملونة)
- فيليكس القط
- البقرة مولي
- بيرت جيليت دارى حكايات
- توم وجيري
- Toonerville عربة
- Parrotville

أفلام حية:
- القط جيمس
- أعيدهم إلى قيد الحياة (1932)
- الفتاة المغامرة  (1934)
- شحنة برية  (1934) (1934)
- الناب والمخلب (1935)

## روابط خارجية
- استوديوهات فان بورين على موقع IMDb (الإنجليزية)